# Schlacht bei Ostrołęka (1831)
Stoczek ·
Wawer ·
Białołęka · 
Grochów · 
Dębe Wielkie ·
Iganie ·
Ostrołęka · 
Rajgród · 
Kałuszyn ·
Miedzyrzec ·
Warschau (Wola)
Die Schlacht bei Ostrołęka (deutsch teilweise auch Ostrolenka) vom 26. Mai 1831 war eine der Hauptschlachten während des Novemberaufstandes zwischen polnischen und russischen Truppen. Sie war mit hohen Verlusten insbesondere für die Polen verbunden und war einer der Wendepunkte im Krieg. Sie ist zu unterscheiden von der gleichnamigen Schlacht im Jahr 1807.

## Vorgeschichte
Nach der Schlacht bei Grochów am 25. Februar 1831 kam es zunächst nicht zu größeren Kampfhandlungen. Beide Seiten nutzten die Gelegenheit zur Reorganisation ihrer Truppen. Auf polnischer Seite wurde der bisherige Oberbefehlshaber Michał Gedeon Radziwiłł durch Jan Zygmunt Skrzynecki abgelöst. Dieser ernannte teilweise andere Kommandeure und hat die polnische Armee vergrößert. Erst Mitte März kam wieder Bewegung in den Krieg. Der russische Feldmarschall Hans Karl von Diebitsch-Sabalkanski marschierte mit der Hauptmacht seiner Armee die Weichsel aufwärts, um eine geeignete Stelle für einen Flussübergang zu finden. Dabei wurden die russischen Einheiten weit auseinandergezogen. Die Polen nutzten diese Gelegenheit, um in einigen Gefechten russische Einheiten unter Georg Andreas von Rosen und Caspar von Geismar zu schlagen. Allerdings gelang es den Polen nicht, die russischen Truppen entscheidend zu schwächen, auch weil ihr Oberbefehlshaber eine größere Schlacht scheute. Dieser ließ seinen strategischen Berater Ignacy Prądzyński wegen dessen Drängen auf energisches Vorgehen fallen. Im Süden Polens scheiterte das selbständig operierende Korps unter Józef Dwernicki beim Versuch mit seinen Truppen den Aufstand auch nach Wolhynien und Podolien zu tragen. Er wurde von russischen Truppen angegriffen und musste schließlich über die Grenze nach Österreich ausweichen.
Diebitsch, der die Gardetruppen unter Großfürst Michael in Gefahr sah, marschierte diesen entgegen und setzte am 21. Mai über den Bug über. Skrzynecki marschierte daraufhin am 22. Mai nach Ostrołęka zurück, versäumte aber die Möglichkeit, das vor Lomscha stehende Korps des Generals Gielgud zur eigenen Verstärkung heranzuziehen.

## Verlauf

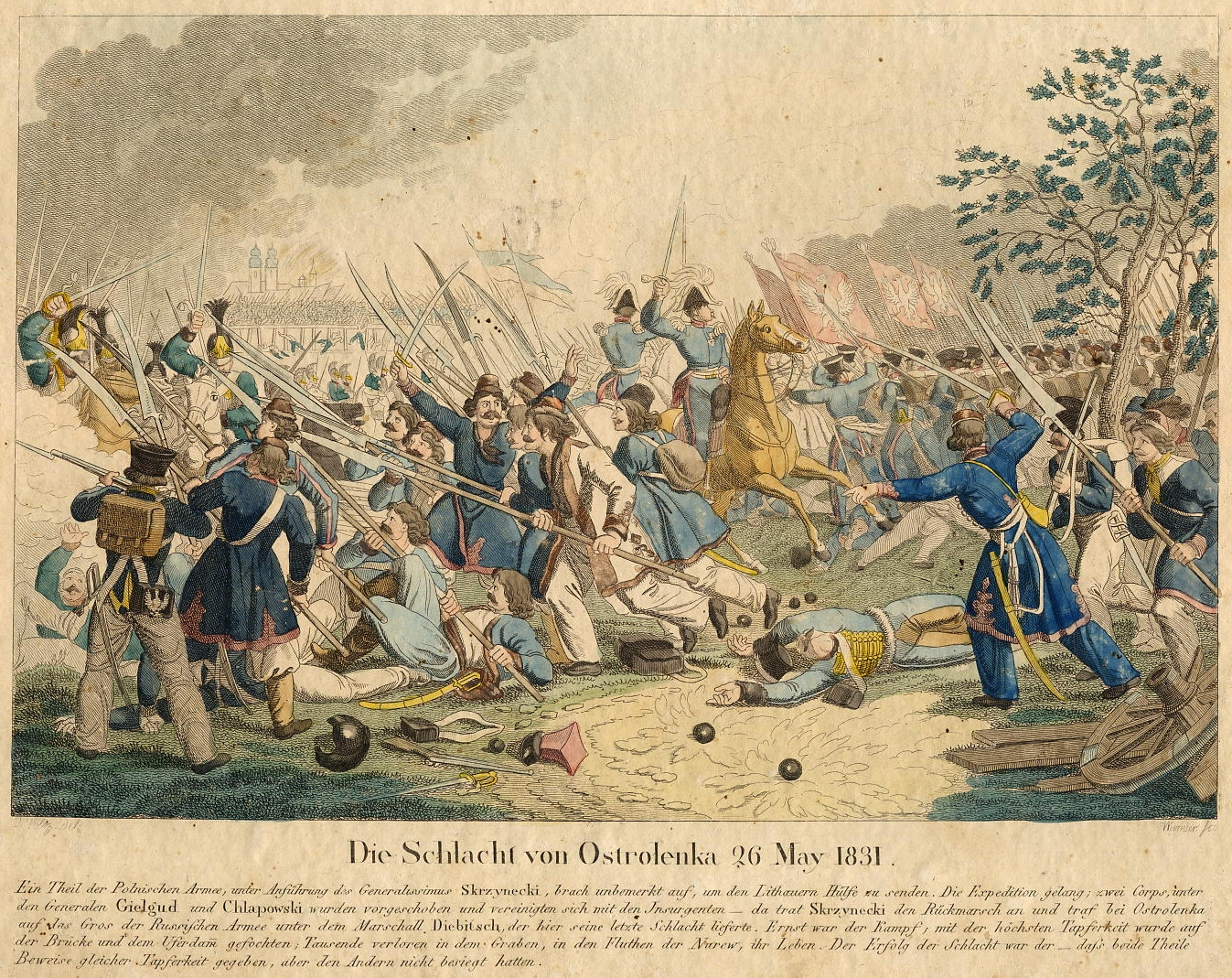
Die Schlacht von Ostrolenka 26 May 1831.

Die polnische Hauptarmee setzte am 25. Mai bei Ostrołęka auf das rechte Narew-Ufer über. Nur eine Division blieb auf dem anderen Ufer. Der russische Oberkommandierende Diebitsch wie auch die Gardedivision des Generals Bistram folgten den Polen und vereinigten sich am 25. Mai bei Ostrołęka.
Diebitsch wollte am 26. Mai (julianische Zeit 14. Mai) eigentlich nur den Übergang über den Fluss Narew erzwingen und erst später die Polen zu einer Schlacht zwingen. Ostrołęka war von den Polen befestigt worden, Ostrołęka liegt links der Narew am Knotenpunkt der Straßen Lomza – Warschau und Myszyniec – Ostrow. Zwei Brücken führten auf das rechte Ufer. Am rechten Ufer verlief eine Straße. Hinter der Straße befand sich ein Sumpf. Der Weg führte vom Fluss weg zunächst über ein flaches Gelände auf bewaldete Hügel.
Die Schlacht begann um 9 Uhr morgens, als die Vorhut des russischen Korps von der Pahlen unter dem Grafen von Berg die auf dem östlichen Ufer zurückgebliebene polnische Division Lubienski angriff. Diese Einheiten wurden in die Stadt zurückgedrängt und die Übergänge schließlich nach schweren Kämpfen von den Russen erobert. Einer Anzahl von russischen Bataillonen gelang bis 11 Uhr das Überschreiten der Brücken und diese bildeten auf der anderen Flussseite eine Art Brückenkopf. Geschützt wurde diese Stellung durch die russische Artillerie. Die russische Artillerie verhinderte zudem, dass die Polen die beiden Brücken zerstören konnten. Von Mittag bis zum Abend hatten die Russen nacheinander 14.500 Mann Infanterie über den Narew gebracht. Um die Rückeroberung der Brücken tobten den ganzen Nachmittag wechselhafte polnische Angriffe, wobei besonders die Divisionen unter Rybinski und Malachowski eingesetzt wurden.
Gegen Abend sammelte General Skrzynecki seine Truppen, um die Russen endlich auf die andere Seite des Flusses zurückzutreiben. Der General der sich persönlich an die Spitze seiner Truppen stellte, verzichtete aber auf einen geordneten, durch Geschütze gedeckten Angriff und ließ den Brückenkopf frontal mit einer Infanterie-Brigade angreifen. Nachdem auch diese zurückgeschlagen war, folgten weitere polnische Versuche mit hohen Verlusten. General Henryk Kaminski, Kommandeur der polnischen 5. Division wurde ebenso wie General Kicki durch russisches Artilleriefeuer tödlich getroffen. Die polnischen Generale Pac und Boguslawski wurden verwundet, auf russischer Seite fiel General Manderstern.
In einem letzten großen Angriff der Polen – unterstützt von der leichten Artillerie von Józef Bem –  ließ Skrzynecki die Division Rybinski nochmalig nach vorne bringen und deren Brigade Muchowski vorrücken. Es gelang zwar noch, die russischen Truppen auf die Brücken zurückzutreiben, die Dunkelheit zwang aber zur Einstellung der Kämpfe.

## Folgen

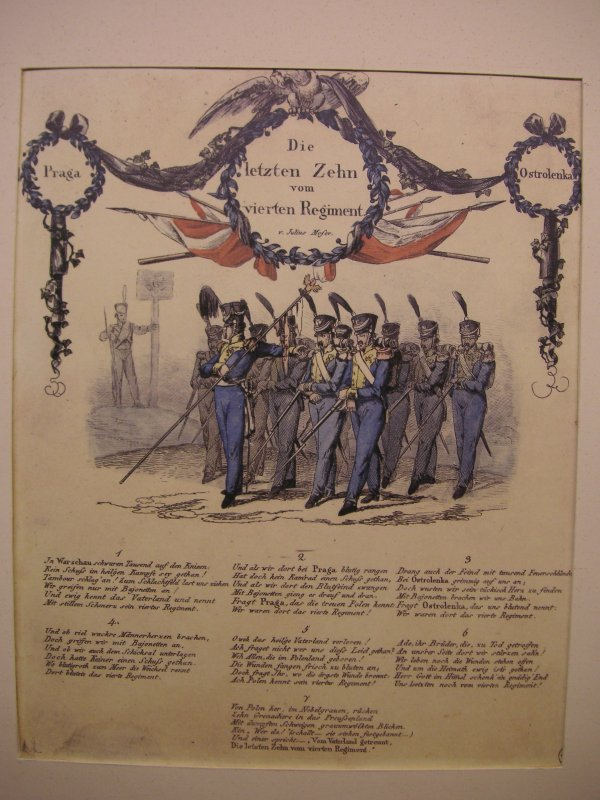
Gedicht von Julius Mosen: „Die letzten Zehn vom vierten Regiment“

Im Ergebnis konnten beide Seiten an diesem Tag ihr jeweiliges Ufer behaupten. Allerdings zogen sich die Polen am nächsten Tag zurück. Die polnische Armee war stark geschwächt und demoralisiert. Hans Karl von Diebitsch-Sabalkanski ließ diese allerdings nur wenig energisch verfolgen. Insgesamt gilt die Schlacht als ein Wendepunkt des Krieges, der mit der Niederlage der Polen endete.
Die Schlacht wurde später zu einem Symbol des gescheiterten Aufstandes insgesamt. Der deutsche Dichter Julius Mosen verherrlichte in dem Gedicht „Die letzten Zehn vom vierten Regiment“ die Tapferkeit der polnischen Aufständischen. Das Gedicht wurde in verschiedene Sprachen übersetzt. Auch die Zeitgenossen Johan Sebastian Welhaven und Richard Wagner wurden von den Vorgängen stark beeindruckt.